# Two Pages
Two Pages est une œuvre musicale de Philip Glass composée en 1968 pour un piano et un orgue électronique. Cette composition fait partie des œuvres fondatrices de la musique minimaliste.

## Historique
Two Pages constitue la première utilisation par Philip Glass d'un processus rigoureux d'accumulation et de répétition d'une cellule musicale unique de cinq notes. L'œuvre est créée en février 1969 à New York.
Steve Reich dit que l'œuvre s'intitulait initialement Two Pages for Steve Reich mais que lors de la sortie de l'enregistrement discographique en 1974, Glass la titra Two Pages déniant alors l'hommage et son apport à celui qui fut son ami et avec lequel il s'était brouillé vers 1971. Philip Glass, pour sa part, prétend qu'il s'agissait simplement d'une dédicace sur la copie d'une partition offerte à Reich qui s'était montré enthousiaste lors des répétitions de Two Pages.

## Enregistrements
- Two Pages par le Philip Glass Ensemble, Nonesuch Records, 1994.
- Two Pages par le Bang on a Can, Cantaloupe, 2004.
- Two Pages (adapté pour guitare) sur Deviations par Dominic Frasca, Cantaloupe Music, 2005.
- Two Pages par Nicolas Horvath, Grand Piano Records, 2016
- Two Pages par Erwan Keravec, sonneur de cornemuse, Buda Musique, 2020